# Младоземельный креационизм

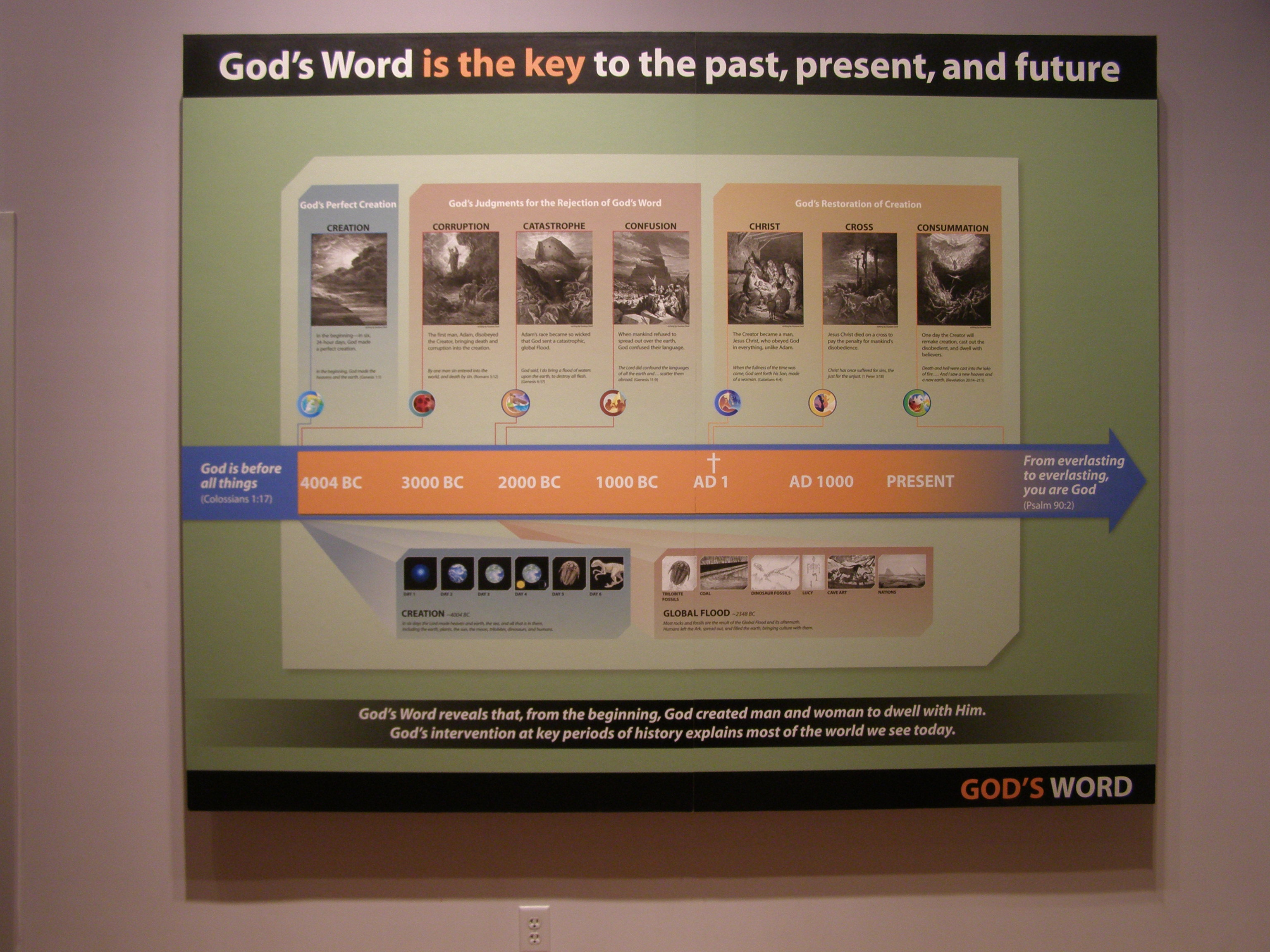
«Божье Слово — ключ к прошлому, настоящему и будущему», Музей Сотворения, Кентукки, США

Младоземельный креационизм (англ. Young Earth creationism) — течение креационизма, стремящееся с помощью современной науки доказать молодой возраст Земли и Вселенной, соответствующий буквальному толкованию Ветхого Завета, в том числе слов первой главы книги Бытие о шести днях творения. Постулирует идею особого творения Вселенной и форм жизни в течение последних 10 тысяч лет. Младоземельный креационизм основан на «геологии потопа» и продвигает «научный креационизм». В отличие от него, староземельный креационизм признаёт современные научные оценки возраста Земли (4,6 млрд лет) и Вселенной (13,7 млрд лет).
Младоземельный креационизм сформировался в первой четверти XX века в среде американских протестантских фундаменталистов. С 1970-х годов является наиболее распространённой формой креационизма. С целью «научной» апологетики христианского учения в 1972 году в Сан-Диего был создан Институт креационных исследований.
Младоземельный креационизм часто именуется «научным креационизмом». К числу других его постулатов относятся: сотворённое в самом начале постоянство видов; недостаточность мутаций и естественного отбора для развития всех существующих живых существ из одного организма; признание изменений только в фиксированных пределах сотворённых видов растений и животных; независимое происхождение обезьян и человека; объяснение геологии Земли, геологических формаций и изменений при помощи теорий катастроф, в том числе Всемирного потопа.
Публикация в 1961 году книги Морриса и Джона Уиткомба «Потоп из книги Бытия» (в «Пресвитерианском и реформаторском издательстве») стала основой движения «научного креационизма». Эти авторы основывали свои выводы исключительно на буквальном толковании Священного писания и постулировали теорию катастроф, переосмысливая всю геологию через идею библейского Всемирного потопа. Примерно в 1970 году сторонники этих взглядов приняли термины «научные креационисты» и «младоземельные креационисты».
Младоземельные креационисты настаивают на буквальном прочтении Шестоднева, библейского рассказа о шести днях творения и утверждают, что возраст Вселенной не превышает 10 тысяч лет. Они опираются на евангельские тексты о родословии Иисуса Христа (Мф. 1:2—17; Лк. 3:23—38), которые сопоставляются с текстами Ветхого Завета о продолжительности жизни праотцев, вплоть до Адама. Получаемая таким способом непродолжительная хронология не оставляет возможности для длительной эволюции живых организмов. Из этих представлений делается вывод, что целью современной христианской естественнонаучной апологетики является нахождение следов молодого возраста Земли и Всемирного потопа. Библия рассматривается не только как богооткровенная книга о падении и спасении человека, но и как точный естественнонаучный трактат.

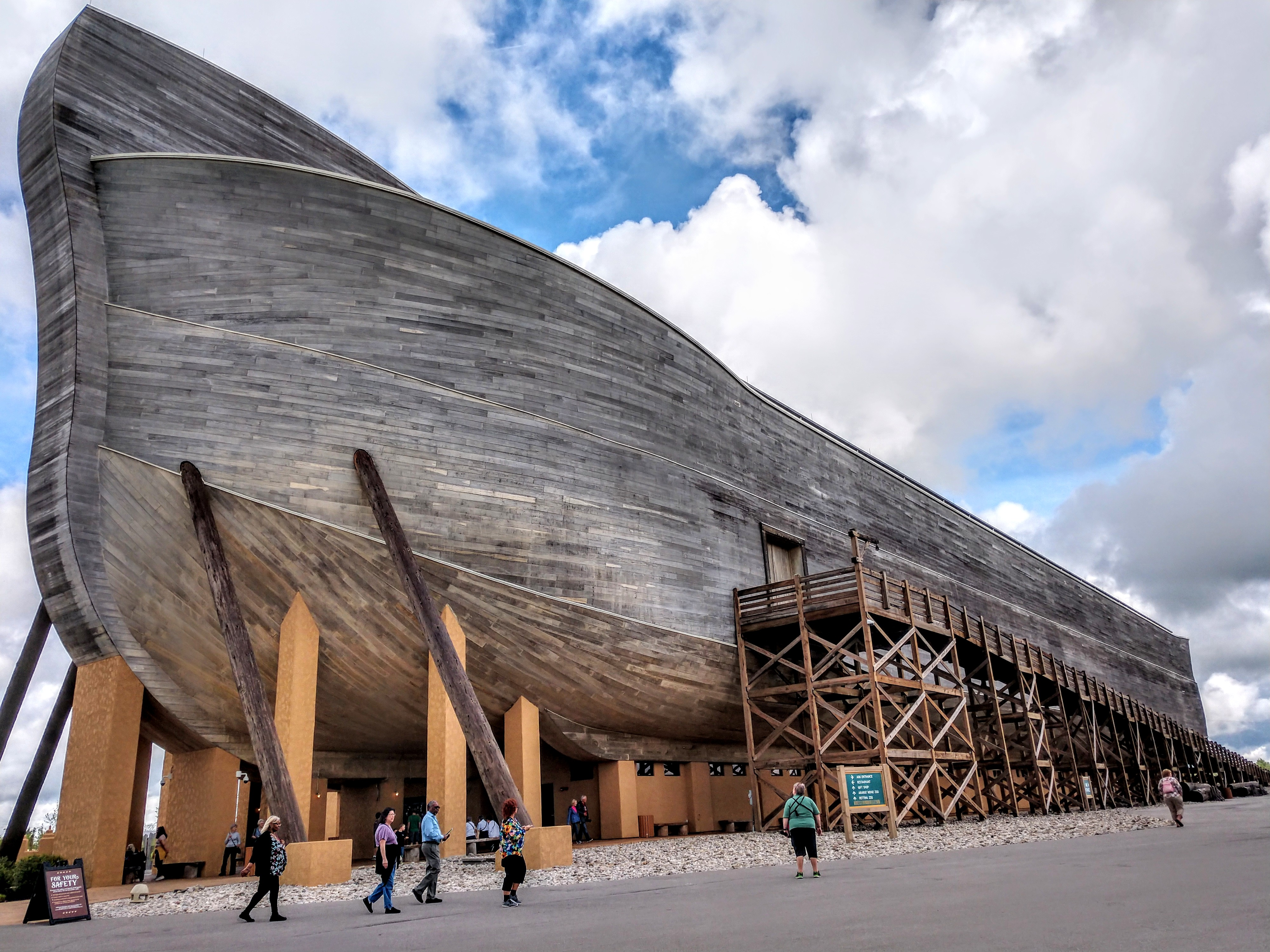
Ark Encounter («Встреча с Ковчегом»), тематический парк, пропагандирующий идеи младоземельных креационистов, Кентукки, США

В 1991 году Американской академией наук и искусств была издана работа Дж. Мура «Креационистский космос протестантского фундаментализма», в которой характеризуется антиэволюционистское движение в США, переживавшее в то время существенный подъём и консолидацию с политической властью. Сопротивление преподаванию в школе эволюционной биологии существовало в США и ранее, однако Мур указывает, что «фундаменталисты сегодня насчитывают в своих рядах до четверти всего населения США, и это при быстром росте числа вновь обращённых. Эти люди верят, что они живут во Вселенной, которая была чудесным образом сотворена из ничего за шесть дней всего лишь несколько тысяч лет назад, и что Земля населена только теми животными и растениями, которые пережили всемирный потоп… Креационистская космология снискала протестантскому фундаментализму те авторитет и влияние, которые он оспаривал у фундаментальной науки».
По мнению историка науки Джеральда Холтона, это новейшее контрмировоззрение существенно отличается от теологического антисциентизма XIX века. В числе представителей американского антиэволюционистского движения присутствует большое число специалистов, имеющих научное и техническое образование, учёные степени, многие из них являются сотрудниками исследовательских институтов. Мотивация участников движения, как считается, включает к внутреннюю потребность или склонность буквально уверовать в религиозные догмы. Влияние оказала также общая психологическая напряженность в период холодной войны, последствия которой могли восприниматься как материализация апокалипсических пророчеств. Протестантское креационистское движение активно финансируется и обладает качественной организационной структурой, осуществляет крупную издательскую деятельность, включающую выпуск журналов, работу книжных издательств, учебных заведений, радио- и телепрограмм, кинематограф; имеет тесную связь с наиболее консервативными политическими и церковными деятелями. Средством для движения выступает пропаганда «научного креационизма», в том числе его включение в школьные программы, для чего на местные органы образования оказывается существенное давление. К креационистской идеологии присоединился ряд политиков-евангелистов, включая Дж. Фэлвелла, П. Робертсона, Дж. Бэйкера, Д. Дж. Кеннеди и др. Союзниками движения является ряд высокопоставленных государственных деятелей. В то же время критика со стороны научного сообщества США происходит редко.
Креационистская идеология, согласно её сторонникам, направлена на противостояние эволюционизму, который протестантские креационисты могут воспринимать как «сатанинскую, антихристианскую проповедь». Движение ведёт наступление на «секулярный гуманизм», воспринимаемый ими как «сатанинская идеология». Согласно публикациям креационистов, их цели стоят дальше дискредитации современной биологии и сосредоточены на традиционной в рамках религиозного фундаментализма подготовки в земной жизни к переходу в иной мир.
Научное сообщество относится к этому направлению скептически. Критиками подчёркивается, что среди его сторонников нет крупных ученых. Многими учёными опровергаются методологические принципы «научного креационизма», прежде всего одна из его основ — методы датировки. Критикуется также стремление обеспечить христианскую апологетику фундаментом передовых научных знаний.
В православной среде критика «научного креационизма» указывает на его «фактически сектантское» происхождение, а также его несоответствие подходу отцов Церкви, которые не рассматривали вопрос о длительности дней творения как принципиальный. Иеромонах Серафим (Роуз), который критиковал позиции эволюционистов, в связи с этим писал, что «большинство отцов вовсе ничего не говорит об этом: это не было предметом спора в то время, и им, кажется, не приходило на ум настаивать на перенесении временной шкалы нашего падшего мира назад, на изумительные и чудесные события этих шести дней».